# Potto wielki
Potto wielki, potto, lori potto (Perodicticus potto) – gatunek ssaka naczelnego z podrodziny Perodicticinae w obrębie rodziny lorisowatych (Lorisidae), największy z lorisowatych. Wyglądem przypomina kota.

## Taksonomia
Gatunek po raz pierwszy zgodnie z zasadami nazewnictwa binominalnego opisał w 1766 roku niemiecki zoolog Philipp Müller, nadając mu nazwę Lemur potto. Miejsce typowe według oryginalnego opisu to „Gwinea”, tj. Elmina, Ghana. Müller swój opis oparł wyłącznie na podstawie relacji i ryciny Willema Bosmana, dlatego w 2006 roku wyznaczono neotyp: jest to zamontowana skóra i czaszka (sygnatura RMNH.MAM.39375.b) oraz szkielet pozaczaszkowy (sygnatura RMNH.MAM.39375.a) dorosłej samicy ze zbiorów Rijksmuseum van Natuurlijke Historie; okaz został zebrany pomiędzy marcem a wrześniem 1849 roku przez Hendrika Pela. Podgatunek juju formalnie opisał w 1910 roku angielski zoolog Oldfield Thomas jako odrębny gatunek, nadając mu nazwę Perodicticus ju-ju. Miejsce typowe to południowa Nigeria. Holotyp to dorosły samiec (sygnatura BMNH 1902.7.12.1) ze zbiorów Muzeum Historii Naturalnej w Londynie; okaz typowy był mieszkańcem London Zoo od 26 maja do 17 czerwca 1902 roku, po śmierci przekazany do muzeum przez Edwarda Strawa.
Dane z mtDNA wykazały, że uznawane wcześniej za podgatunki potto wielkiego taksony edwardsi i ibeanus powinny mieć rangę odrębnych gatunków, odkrycie to poparte jest wyraźnymi różnicami w wielkości ciała i morfologii czaszki. Takson juju jest prawdopodobnie również odrębnym gatunkiem, ale zachodzi potrzeba dokładniejszych badań.
Rozpoznano dwa podgatunki. Autorzy Illustrated Checklist of the Mammals of the World rozpoznają dwa podgatunki.

### Etymologia
- Perodicticus: gr. πηρός pēros „okaleczony”; δεικτικός deiktikos „podkreślenie czegoś”[20].
- potto: lokalna nazwa Potto oznaczająca w wolof lemura[21].
- juju: termin pochodzenia zachodnioafrykańskiego lub francuskiego używany przez europejskich kolonizatorów na określenie tradycyjnych wierzeń ludów afrykańskich[22].

## Zasięg występowania
Potto wielki występuje w zależności od podgatunku:
- L. potto potto – południowo-wschodni Senegal, południowo-wschodnia Gwinea, Sierra Leone, Liberia, Wybrzeże Kości Słoniowej i Ghana (zachodnia Wolta); obecność w Gambii, Gwinei Bissau i większości Gwinei niepotwierdzona.
- L. potto juju – wschodni brzeg rzeki Wolta w południowo-wschodniej Ghanie przez południowe Togo i południowy Benin do południowo-zachodniej Nigerii.

## Morfologia
Długość jego ciała około 30 cm, ogona 4–6 cm; masa ciała 850–1000 g.

## Ekologia
Występuje w gęstych lasach. Prowadzi nadrzewny i nocny tryb życia. W razie spotkania z drapieżnikiem przyjmuje postawę obronną, zaatakowany gryzie. Preferuje dietę roślinną.

## Status zagrożenia
W Czerwonej księdze gatunków zagrożonych Międzynarodowej Unii Ochrony Przyrody i Jej Zasobów potto wielki w 2016 roku został zaliczony do kategorii LC (ang. least concern ‘najmniejszej troski’); w 2020 roku zmieniono status na NT (ang. near threatened ‘bliski zagrożenia’).